# 농서군
농서군(隴西郡)은 중국의 옛 군이다. 이름은 농판(隴阪), 농산(隴山)의 서쪽이라는 뜻이다.

## 진
원래는 의거의 땅이었고, 진나라가 의거를 침탈해 군을 세웠다. 통상적으로는 진 소양왕 28년(기원전 279년)에 세웠다고 하지만, (소양왕) 입육년농서수과(廿六年隴西守戈)의 연대가 소양왕 26년(기원전 281년)으로 정해지면서 이보다 더 일찍 세워졌을 가능성이 생겼다. 치소는 적도(현 간쑤 성 린타오 현)다. 문헌과 출토자료에서 확인되는 군 목록은 다음과 같다.
| 이름   | 한자   | 대략적 위치              | 비고 |
| ------ | ------ | ------------------------ | --- |
| 적도   | 狄道   | 딩시시 린타오 현         | 《장가산한간·이년율령·질률》 |
| 서현   | 西縣   | 리 현 북·톈수이 시 남서  | 진나라 봉니 “서공승인”(西共丞印), 진나라 도문 “서도”(西道)·“서처”(西處) 등, 호남박물관 소장 진소왕“입년상방염문” 명문 중 “서공사”(西工師) |
| 난간   | 蘭干   | ?                        | 진나라 봉니 “난간승인”(蘭干丞印) |
| 약양   | 略陽   | 톈수이시 친안 현 경내    | 진나라 봉니 “약양승인”(略陽丞印) |
| 상규   | 上邽   | 톈수이시 마이지 구       | 진시황릉터 출토 도문 “규”(邽), “상규”(上邽), 톈수이시 방마탄 진묘에서 출토된 지도 중 “규”(邽)                                             |
| 기현   | 冀縣   | 톈수이시 간구 현         | 산시 린퉁 유가촌(劉家村) 진나라 유적 출토 도문 “기”(冀), 전세 진나라 병기 “오십년조사”과 각명 “기”(冀), 진나라 관인 “기승지인”(冀丞之印)  |
| 저도   | 邸道   | ?                        | 간쑤 톈수이시 방마탄(放馬灘) 진나라 묘 지도 중 “저”(邸)                                                                                   |
| 고도   | 故道   | ?                        | 상가항(相家巷) 출토 진 봉니 “고도승인”(故道丞印), 전세 진나라 청동기 고도량(故道量)                                                       |
| 임조   | 臨洮   | 딩시시 민 현             | 상가항 출토 진 봉니 “임조승인”(臨洮丞印)                                                                                                  |
| 환도   | 獂道   | 딩시시 룽시 현           | 상가항 출토 진 봉니 “환도승인”(獂道丞印)                                                                                                  |
| 면제   | 綿諸   | 톈수이시 동              | 상가항 출토 진 봉니 “면제승인”(綿諸丞印)                                                                                                  |
| 양무   | 襄武   | 딩시시 룽시 현 남        | 상가항 출토 진 봉니 “양무□□”(襄武丞印) |
| 아양   | 阿陽   | 핑량시 징닝 현 남서      | 진나라 봉니 “아양금인”(阿陽禁印) |
| 하변   | 下辨   | 룽난시 청 현             | 진나라 봉니 “하변승인”(下辨丞印), 장가산한간 질률 중 “하변”(下辨)                                                                         |
| 변도   | 辨道   | ?                        | 장가산한간 질률 중 “변도”(辨道) |
| 융도   | 戎道   | 톈수이시 친안 현 정동면  | 장가산한간 질률 중 “융도”(戎道) |
| 무도도 | 武都道 | 룽난시 시허 현 남동      | 장가산한간 질률 중 “무도도”(武都道) |
| 여도   | 予道   | 조하(洮河) 하류 유역     | 영국 옥스퍼드 대학교 애슈몰린 박물관 소장 진삽삼년조사과(秦卅三年詔事戈) 명문 “여”                                                        |
| 박도   | 薄道   | ?                        | 진나라 봉니 “박도승인”(薄道丞印), “박도”(博道), 장가산한간 질률 중 “박도”(薄道)                                                           |
| 성기   | 成紀   | 딩시시 퉁웨이 현 동      | |
| 부한   | 枹罕   | 린샤후이족자치주 린샤 시 | |

## 전한
항우의 18제후왕 분봉에서는 옹(雍)나라에 속했다.
흉노가 강성해지면서 진 소양왕 장성 외부의 영역은 흉노의 땅이 됐다. 원삭 2년(기원전 127년), 위청이 흉노 원정에 성공하면서 옛 진나라 시절의 영역을 회복했다. 원정 3년(기원전 114년), 군의 동부가 분할돼 천수군이 됐다. 원정 6년(기원전 111년), 군의 남부가 분할돼 무도도·하변도가 무도군에 속했다. 소제 시원 6년(기원전 81년), 부한·백석 2현이 분할돼 신설된 금성군에 속했다.
원시 2년(2년)의 인구조사에 따르면 호구 53,964호, 인구 236,824명이었다. 아래의 속현 목록은 《한서》지리지의 내용이다. 원연·수화 연간(기원전 8년 무렵)의 현황으로 여겨지며, 총 11현(7현 4도)이다. 일반적으로 첫 현이 치소로 여겨진다.
| 이름   | 한자   | 대략적 위치                                              | 비고 |
| ------ | ------ | -------------------------------------------------------- | --- |
| 적도   | 狄道   | 딩시시 린타오 현                                         | 백석산(白石山)이 동쪽에 있다. |
| 상규현 | 上邽縣 | 톈수이시                                                 | |
| 안고현 | 安故縣 | 딩시시 린타오 현 남                                      | |
| 저도   | 氐道   | 톈수이시 우산 현·딩시시 민 현·룽난시 리 현 교차 일대     | 《우공》(禹貢)의 양수(養水)가 이곳에서 나와, 무도에 이르러 한수가 된다. |
| 수양현 | 首陽縣 | 딩시시 웨이위안 현 북                                    | 《우공》의 조서동혈산(鳥鼠同穴山)이 남서에 있어, 위수(渭水)가 나오고, 동으로 선사공현(船司空縣)에 이르러 황하로 들어가니, 농서·천수·부풍·경조 네 군을 지나 1870리를 간다.          |
| 여도   | 予道   | ?                                                        | |
| 대하현 | 大夏縣 | 린샤후이족자치주 광허 현 서                              | |
| 강도   | 羌道   | 간난티베트족자치주 저우취 현 북·룽난시 당창 현 교차 일대 | 강수(羌水)가 새외에서 나와, 남으로 음평(陰平)에 이르러 백수(白水)로 들어가니, 농서·광한 두 군을 지나 600리를 간다.                                                                 |
| 양무현 | 襄武縣 | 딩시시 룽시 현 동                                        | |
| 임조현 | 臨洮縣 | 딩시시 민 현                                             | 남부도위의 치소 지역이다. 조수(洮水)가 서강(西羌) 중에서 나와 북으로 부한(抱罕)에 이르러 동으로 하수로 들어간다. 우공의 서경산(西頃山)이 현 서쪽에 있다.                           |
| 서현   | 西縣   | 룽난시 리 현                                             | 우공의 파총산(嶓冢山)에서 서한수(西漢水)가 나와 남으로 광한백수(廣漢白水)로 들어가고, 남동으로 강주(江州)에 이르러 강수로 들어가니, 네 군(농서·무도·한중·파)을 지나 2760리를 간다. |

## 신
군의 이름을 엽융군(厭戎郡)으로 고치고 다음 현의 이름을 고쳤다.
| 전한 | 신         |
| ---- | ---------- |
| 적도 | 조로(操虜) |
| 저도 | 정도(亭道) |
| 여도 | 덕도(德道) |
| 대하 | 순하(順夏) |
| 양무 | 상환(相桓) |
| 서   | 서치(西治) |

## 후한
11성 5,628호 29,637명을 거느렸다.
| 현명   | 한자   | 대략적 위치                                          | 비고                                         |
| ------ | ------ | ---------------------------------------------------- | -------------------------------------------- |
| 적도현 | 狄道縣 | 딩시시 린타오 현                                     |                                              |
| 안고현 | 安故縣 | 딩시시 린타오 현 남                                  |                                              |
| 저도현 | 氐道縣 | 톈수이시 우산 현·딩시시 민 현·룽난시 리 현 교차 일대 | 양수(养水)가 나온다.                         |
| 수양현 | 首陽縣 | 딩시시 웨이위안 현 북                                | 조서동휼산(鸟鼠同穴山)이 있고 위수가 나온다. |
| 대하현 | 大夏縣 | 린샤후이족자치주 광허 현 서                          |                                              |
| 양무현 | 襄武縣 | 딩시시 룽시 현 동                                    | 오계취(五鷄聚)가 있다.                       |
| 임조현 | 臨洮縣 | 딩시시 민 현                                         | 서경산(西頃山)이 있다. 동탁이 태어난 곳이다. |
| 포한현 | 枹罕縣 | 린샤후이족자치주 린샤 시 남서                        | 금성군에서 이관되었다.                       |
| 백석현 | 白石縣 | 린샤후이족자치주 린샤 현 남서                        | 금성군에서 이관되었다.                       |
| 장현   | 鄣縣   | 딩시 시 장 현 약간서남                               |                                              |
| 하관현 | 河關縣 | 황난티베트족자치주퉁런 현 북                         | 금성군에서 이관되었다.                       |

## 위진
269년(태시 5년)에 진주를 신설하면서 진주로 이관되었다. 태강연간기준으로4현 3,000호를 거느렸다. 혜제시기 6개현이 분리신설되었고 9개현으로 적도군(狄道郡)이 신설되었다.
| 현명   | 한자   | 대략적 위치                | 비고 |
| ------ | ------ | -------------------------- | --- |
| 양무현 | 襄武縣 | 딩시시 룽시 현 동          | 조위때부터 농서군의 치소가 되었는데, 이때부터 농서의 중심지로 굳어지면서 현대의 룽시 현의 전신이 되었다. |
| 수양현 | 首陽縣 | 딩시시 웨이위안 현 북      | 현 동쪽에 조서산(鳥鼠山)이 있다.                                                                         |
| 임조현 | 臨洮縣 | 딩시시 민 현               | |
| 적도현 | 狄道縣 | 딩시시 린타오 현           | |
| 무가현 | 武街縣 | 딩시시 린타오 현 용문진 동 | 혜제시기 신설되었다.                                                                                     |

## 북위
497년대에는 진주에 소속되었지만 후에 위주(渭州)로 이관되었다. 양무현과 수양현을 두었다.

## 수
주현제를 실시할 때는 위주(渭州)로 불렸다. 5현 19,247호를 거느렸다.
| 현명   | 한자   | 대략적 위치                     | 비고 |
| ------ | ------ | ------------------------------- | --- |
| 양무현 | 襄武縣 | 딩시 시 룽시 현 문봉진 서북     | |
| 농서현 | 隴西縣 | 톈수이 시 우산 현 원앙진        | 개황초에 남안군을 폐지하고 무양현으로 개명했다가 590년(개황 10년) 지금의 이름으로 개명되었다. |
| 위원현 | 渭源縣 | 딩시 시 웨이위안 현             | 조서산과 위수가 있다. |
| 장현   | 障縣   | 딩시 시 장 현                   | 북위에서 설치했고 서위에서 그 현을 중심으로 광안군(廣安郡)을 ㄷ두었다. 하지만 북주에서 현으로 격하했다. |
| 장천현 | 長川縣 | 톈수이 시 친안 현 북쪽 경계지역 | 북위에서 안양군을 세우고 안양현과 조수현의 2개현을 속현으로 두었다. 서위는 북진주(北秦州)로 승격시켰다가 교주(交州)로 개명했다. 583년(개황 3년)군을 폐지했다. 598년 (개황 18년) 주를 기주(紀州)로 고쳤다. 대업초 주를 폐지하고 조수현을 통폐합했다. |

## 당
621년(당 고조 무덕 4년) 위주가 재설치되었다. 742년(천보 원년) 군현제를 실시하면서 농서군으로 개명했으나 758년(건원 원년) 위주로 개명했다. 4현 1,987호 9,028명을 거느렸는데, 천보연간에는 6,425호 24,520명을 거느렸다.
| 현명   | 한자   | 대략적 위치                 | 비고                                                             |
| ------ | ------ | --------------------------- | ---------------------------------------------------------------- |
| 양무현 | 襄武縣 | 딩시 시 룽시 현 문봉진 서북 |                                                                  |
| 농서현 | 隴西縣 | 톈수이 시 우산 현 원앙진    |                                                                  |
| 위원현 | 渭源縣 | 딩시 시 웨이위안 현         |                                                                  |
| 장현   | 障縣   | 딩시 시 장 현               | 691년(천수 2년) 무양현으로 개명했다가 705년(신룡 원년) 복구했다. |

## 군수·태수

### 전한
- 공손혼야 (문제 시기 ~ 경제 시기): 조조가 태자가령일 때에도,[10] 오초칠국의 난 때에도[11] 농서태수였다.
- 이광 (? ~ 기원전 134년)[12]
- 아무개(? ~ 기원전 112년): 무제가 순행을 왔을 때 무제의 수행원들에게 식사를 제대로 대접하지 못하여 자살하였다.[13][14]
- 하병 (? ~ ?)[15]
- 풍야왕 (? ~ 기원전 42년)[16]
- 풍준(馮逡) (성제 시기)[17]
- 유위 (? ~ 기원전 19년)[12]

### 후한
- 마원(35년 ~ ?)